# Tjålmakjaure (Vilhelmina socken, Lappland)
Tjålmakjaure är en sjö i Vilhelmina kommun i Lappland och ingår i Ångermanälvens huvudavrinningsområde. Sjön har en area på 0,369 kvadratkilometer och ligger 845 meter över havet. Sjön avvattnas av vattendraget Atjobäcken.

## Delavrinningsområde
Tjålmakjaure ingår i det delavrinningsområde (721235-144699) som SMHI kallar för Utloppet av Tjålmakjaure. Medelhöjden är 883 meter över havet och ytan är 6,16 kvadratkilometer. Räknas de 3 avrinningsområdena uppströms in blir den ackumulerade arean 11,11 kvadratkilometer. Atjobäcken som avvattnar avrinningsområdet har biflödesordning 2, vilket innebär att vattnet flödar genom totalt 2 vattendrag innan det når havet efter 390 kilometer. Avrinningsområdet består mestadels av kalfjäll (92 procent). Avrinningsområdet har 0,47 kvadratkilometer vattenytor vilket ger det en sjöprocent på 7,7 procent.